# لامبريس
لامبريس (بالفرنسية: Lambres)‏ هي بلدية تقع في إقليم باد كاليه من منطقة نور با دو كاليه في شمال فرنسا. تبلغ مساحة هذه المدينة 4.37 (كم²)، وترتفع عن سطح البحر 25 م، يبلغ عدد سكانها 1038 نسمة حسب إحصاء المعهد الوطني للإحصاء والدراسات الاقتصادية سنة 2009 م. وترأس Serge Tirloir البلدية خلال فترة (2008-2014).